# Skala Saffira-Simpsona
Skala Saffira-Simpsona – skala opracowana w 1969 przez inżyniera Herberta Saffira oraz dyrektora National Hurricane Center Boba Simpsona w celu klasyfikacji huraganów według intensywności wiatrów ciągłych. Służy ona do oszacowania potencjalnych szkód, powstałych w momencie wejścia huraganu na ląd. Jest ona stosowana tylko w przypadku sztormów powstałych na Oceanie Atlantyckim i północnym Pacyfiku na wschód od międzynarodowej linii zmiany daty. W przypadku innych sztormów stosowane są odmienne metody oceny.

## Kategorie
Prędkość wiatru szacowana jest na podstawie średniej minutowej. Ciśnienie atmosferyczne w centrum huraganu jest przybliżeniem. Siła przykładowych huraganów podawana jest dla punktu wejścia na ląd.
Pięć kategorii uszeregowanych według rosnącej siły wiatru:
| Kategoria 1 | Wiatr ciągły                      | 33–42 m/s | 74–95 mph | 64–82 kt | 119–153 km/h | Huragan Isaac   |
| Kategoria 1 | Wysokość fali powodziowej         | 4–5 ft | 4–5 ft | 1,2–1,5 m | 1,2–1,5 m | Huragan Isaac   |
| Kategoria 1 | Ciśnienie w centrum               | 28,94 inHg | 28,94 inHg | 980 mbar | 980 mbar | Huragan Isaac   |
| Kategoria 1 | Potencjalne zniszczenia           | Brak większych zniszczeń wśród budynków. Zniszczenia spowodowane głównie przez niezabezpieczone przedmioty, drzewa, przyczepy kempingowe. Przybrzeżne podtopienia oraz niewielkie zniszczenia w portach i marinach.                                                                                               | Brak większych zniszczeń wśród budynków. Zniszczenia spowodowane głównie przez niezabezpieczone przedmioty, drzewa, przyczepy kempingowe. Przybrzeżne podtopienia oraz niewielkie zniszczenia w portach i marinach.                                                                                               | Brak większych zniszczeń wśród budynków. Zniszczenia spowodowane głównie przez niezabezpieczone przedmioty, drzewa, przyczepy kempingowe. Przybrzeżne podtopienia oraz niewielkie zniszczenia w portach i marinach.                                                                                               | Brak większych zniszczeń wśród budynków. Zniszczenia spowodowane głównie przez niezabezpieczone przedmioty, drzewa, przyczepy kempingowe. Przybrzeżne podtopienia oraz niewielkie zniszczenia w portach i marinach.                                                                                               | Huragan Isaac   |
| Kategoria 1 | Przykładowe sztormy o takiej sile | Huragan Agnes – Huragan Danny – Huragan Gaston – Huragan Isaac (2012) -Huragan Franklin - Huragan Beryl - Huragan Isaac (2018) - Huragan Leslie - | Huragan Agnes – Huragan Danny – Huragan Gaston – Huragan Isaac (2012) -Huragan Franklin - Huragan Beryl - Huragan Isaac (2018) - Huragan Leslie - | Huragan Agnes – Huragan Danny – Huragan Gaston – Huragan Isaac (2012) -Huragan Franklin - Huragan Beryl - Huragan Isaac (2018) - Huragan Leslie - | Huragan Agnes – Huragan Danny – Huragan Gaston – Huragan Isaac (2012) -Huragan Franklin - Huragan Beryl - Huragan Isaac (2018) - Huragan Leslie - | Huragan Isaac   |
| Kategoria 2 | Wiatr ciągły                      | 43–49 m/s | 96–110 mph | 83–95 kt | 154–177 km/h | Huragan Juan    |
| Kategoria 2 | Wysokość fali powodziowej         | 6–8 ft | 6–8 ft | 1,8–2,4 m | 1,8–2,4 m | Huragan Juan    |
| Kategoria 2 | Ciśnienie w centrum               | 28,50–28,91 inHg | 28,50–28,91 inHg | 965–979 mbar | 965–979 mbar | Huragan Juan    |
| Kategoria 2 | Potencjalne zniszczenia           | Zniszczenie pokrycia dachów, drzwi, okien. Poważne zniszczenia roślinności, przyczep kempingowych, itp. Zniszczenia w portach i marinach spowodowane podtopieniami. Niektóre jednostki mogą zerwać cumy. | Zniszczenie pokrycia dachów, drzwi, okien. Poważne zniszczenia roślinności, przyczep kempingowych, itp. Zniszczenia w portach i marinach spowodowane podtopieniami. Niektóre jednostki mogą zerwać cumy. | Zniszczenie pokrycia dachów, drzwi, okien. Poważne zniszczenia roślinności, przyczep kempingowych, itp. Zniszczenia w portach i marinach spowodowane podtopieniami. Niektóre jednostki mogą zerwać cumy. | Zniszczenie pokrycia dachów, drzwi, okien. Poważne zniszczenia roślinności, przyczep kempingowych, itp. Zniszczenia w portach i marinach spowodowane podtopieniami. Niektóre jednostki mogą zerwać cumy. | Huragan Juan    |
| Kategoria 2 | Przykładowe sztormy o takiej sile | Huragan Bob – Huragan Bonnie – Huragan Juan - Huragan Oscar -Huragan Gert -Huragan Katia - Huragan Chirs - Huragan Helene - Huragan Oscar | Huragan Bob – Huragan Bonnie – Huragan Juan - Huragan Oscar -Huragan Gert -Huragan Katia - Huragan Chirs - Huragan Helene - Huragan Oscar | Huragan Bob – Huragan Bonnie – Huragan Juan - Huragan Oscar -Huragan Gert -Huragan Katia - Huragan Chirs - Huragan Helene - Huragan Oscar | Huragan Bob – Huragan Bonnie – Huragan Juan - Huragan Oscar -Huragan Gert -Huragan Katia - Huragan Chirs - Huragan Helene - Huragan Oscar | Huragan Juan    |
| Kategoria 3 | Wiatr ciągły                      | 50–58 m/s | 111–130 mph | 96–113 kt | 178–209 km/h | Huragan Jeanne  |
| Kategoria 3 | Wysokość fali powodziowej         | 9–12 ft | 9–12 ft | 2,7–3,7 m | 2,7–3,7 m | Huragan Jeanne  |
| Kategoria 3 | Ciśnienie w centrum               | 27,91–28,47 inHg | 27,91–28,47 inHg | 945–964 mbar | 945–964 mbar | Huragan Jeanne  |
| Kategoria 3 | Potencjalne zniszczenia           | Niewielkie zniszczenia mniejszych budynków, z możliwością uszkodzeń ścian osłonowych. Całkowite zniszczenie przyczep kempingowych. Podtopienia w rejonie przybrzeżnym. Może spowodować zniszczenie mniejszych budynków i uszkodzenie większych konstrukcji. Możliwość podtopienia terenów położonych w głąb lądu. | Niewielkie zniszczenia mniejszych budynków, z możliwością uszkodzeń ścian osłonowych. Całkowite zniszczenie przyczep kempingowych. Podtopienia w rejonie przybrzeżnym. Może spowodować zniszczenie mniejszych budynków i uszkodzenie większych konstrukcji. Możliwość podtopienia terenów położonych w głąb lądu. | Niewielkie zniszczenia mniejszych budynków, z możliwością uszkodzeń ścian osłonowych. Całkowite zniszczenie przyczep kempingowych. Podtopienia w rejonie przybrzeżnym. Może spowodować zniszczenie mniejszych budynków i uszkodzenie większych konstrukcji. Możliwość podtopienia terenów położonych w głąb lądu. | Niewielkie zniszczenia mniejszych budynków, z możliwością uszkodzeń ścian osłonowych. Całkowite zniszczenie przyczep kempingowych. Podtopienia w rejonie przybrzeżnym. Może spowodować zniszczenie mniejszych budynków i uszkodzenie większych konstrukcji. Możliwość podtopienia terenów położonych w głąb lądu. | Huragan Jeanne  |
| Kategoria 3 | Przykładowe sztormy o takiej sile | Huragan Great New England z 1938 – Huragan Fran – Huragan Isidore – Huragan Jeanne – Huragan Sandy – Huragan Ophelia-Huragan Lee | Huragan Great New England z 1938 – Huragan Fran – Huragan Isidore – Huragan Jeanne – Huragan Sandy – Huragan Ophelia-Huragan Lee | Huragan Great New England z 1938 – Huragan Fran – Huragan Isidore – Huragan Jeanne – Huragan Sandy – Huragan Ophelia-Huragan Lee | Huragan Great New England z 1938 – Huragan Fran – Huragan Isidore – Huragan Jeanne – Huragan Sandy – Huragan Ophelia-Huragan Lee | Huragan Jeanne  |
| Kategoria 4 | Wiatr ciągły                      | 59–69 m/s | 131–155 mph | 114–135 kt | 210–249 km/h | Huragan Frances |
| Kategoria 4 | Wysokość fali powodziowej         | 13–18 ft | 13–18 ft | 4,0–5,5 m | 4,0–5,5 m | Huragan Frances |
| Kategoria 4 | Ciśnienie w centrum               | 27,17–27,88 inHg | 27,17–27,88 inHg | 920–944 mbar | 920–944 mbar | Huragan Frances |
| Kategoria 4 | Potencjalne zniszczenia           | Duże zniszczenia ścian osłonowych, możliwość całkowitego zerwania dachów z mniejszych budynków. Duża erozja nadbrzeża. Możliwość podtopienia znacznych obszarów w głąb lądu. | Duże zniszczenia ścian osłonowych, możliwość całkowitego zerwania dachów z mniejszych budynków. Duża erozja nadbrzeża. Możliwość podtopienia znacznych obszarów w głąb lądu. | Duże zniszczenia ścian osłonowych, możliwość całkowitego zerwania dachów z mniejszych budynków. Duża erozja nadbrzeża. Możliwość podtopienia znacznych obszarów w głąb lądu. | Duże zniszczenia ścian osłonowych, możliwość całkowitego zerwania dachów z mniejszych budynków. Duża erozja nadbrzeża. Możliwość podtopienia znacznych obszarów w głąb lądu. | Huragan Frances |
| Kategoria 4 | Przykładowe sztormy o takiej sile | Huragan Galveston z 1900 – Huragan Charley – Huragan Hugo –Huragan Debbie – Huragan Iris – Cyklon Nargis – Huragan Gustav – Huragan Frances - Huragan Harvey-Huragan Florence-Huragan Michael | Huragan Galveston z 1900 – Huragan Charley – Huragan Hugo –Huragan Debbie – Huragan Iris – Cyklon Nargis – Huragan Gustav – Huragan Frances - Huragan Harvey-Huragan Florence-Huragan Michael | Huragan Galveston z 1900 – Huragan Charley – Huragan Hugo –Huragan Debbie – Huragan Iris – Cyklon Nargis – Huragan Gustav – Huragan Frances - Huragan Harvey-Huragan Florence-Huragan Michael | Huragan Galveston z 1900 – Huragan Charley – Huragan Hugo –Huragan Debbie – Huragan Iris – Cyklon Nargis – Huragan Gustav – Huragan Frances - Huragan Harvey-Huragan Florence-Huragan Michael | Huragan Frances |
| Kategoria 5 | Wiatr ciągły                      | ≥70 m/s | ≥156 mph | ≥136 kt | ≥250 km/h | Huragan Dean    |
| Kategoria 5 | Wysokość fali powodziowej         | ≥19 ft | ≥19 ft | ≥5,5 m | ≥5,5 m | Huragan Dean    |
| Kategoria 5 | Ciśnienie w centrum               | <27,17 inHg | <27,17 inHg | <920 mbar | <920 mbar | Huragan Dean    |
| Kategoria 5 | Potencjalne zniszczenia           | Całkowite zerwanie dachów domów, budynków użytkowych i przemysłowych. Całkowite zniszczenie niektórych budynków z możliwością całkowitego rozwiania mniejszych konstrukcji. Powodzie na dużym terenie. Niekiedy wymagana całkowita ewakuacja ludności.                                                            | Całkowite zerwanie dachów domów, budynków użytkowych i przemysłowych. Całkowite zniszczenie niektórych budynków z możliwością całkowitego rozwiania mniejszych konstrukcji. Powodzie na dużym terenie. Niekiedy wymagana całkowita ewakuacja ludności.                                                            | Całkowite zerwanie dachów domów, budynków użytkowych i przemysłowych. Całkowite zniszczenie niektórych budynków z możliwością całkowitego rozwiania mniejszych konstrukcji. Powodzie na dużym terenie. Niekiedy wymagana całkowita ewakuacja ludności.                                                            | Całkowite zerwanie dachów domów, budynków użytkowych i przemysłowych. Całkowite zniszczenie niektórych budynków z możliwością całkowitego rozwiania mniejszych konstrukcji. Powodzie na dużym terenie. Niekiedy wymagana całkowita ewakuacja ludności.                                                            | Huragan Dean    |
| Kategoria 5 | Przykładowe sztormy o takiej sile | Huragan Camille – Huragan Gilbert – Huragan Andrew – Huragan Dnia Pracy z 1935 roku – Huragan Dean – Huragan Wilma – Cyklon Pam – Huragan Katrina – tajfun Haiyan- Huragan Irma - Huragan Lane - Huragan Walaka - Huragan WIlla - Tajfun Yutu - Huragan Dorian                                                    | Huragan Camille – Huragan Gilbert – Huragan Andrew – Huragan Dnia Pracy z 1935 roku – Huragan Dean – Huragan Wilma – Cyklon Pam – Huragan Katrina – tajfun Haiyan- Huragan Irma - Huragan Lane - Huragan Walaka - Huragan WIlla - Tajfun Yutu - Huragan Dorian                                                    | Huragan Camille – Huragan Gilbert – Huragan Andrew – Huragan Dnia Pracy z 1935 roku – Huragan Dean – Huragan Wilma – Cyklon Pam – Huragan Katrina – tajfun Haiyan- Huragan Irma - Huragan Lane - Huragan Walaka - Huragan WIlla - Tajfun Yutu - Huragan Dorian                                                    | Huragan Camille – Huragan Gilbert – Huragan Andrew – Huragan Dnia Pracy z 1935 roku – Huragan Dean – Huragan Wilma – Cyklon Pam – Huragan Katrina – tajfun Haiyan- Huragan Irma - Huragan Lane - Huragan Walaka - Huragan WIlla - Tajfun Yutu - Huragan Dorian                                                    | Huragan Dean    |